# 田村りんか
田村 りんか（たむら りんか、1980年7月28日 - ）は、東京都荒川区出身のプロ雀士、グラビアアイドル。
プロ雀士としての所属先は日本プロ麻雀連盟で、連盟内の段位は二段。グラビアアイドルとしてはカントリーママに所属していた。
趣味は旅行と映画鑑賞。1児の母である。

## 出演
- モンド21麻雀プロリーグ（MONDO21）